# Голови
Го́лови — село в Україні, у Верховинській селищній громаді Верховинського району Івано-Франківської області.
Село Голови знаходиться за 27 км від районного центру Верховина та за 55 км від залізничної станції Вижниця. Через село протікають Біла Річка й Чорна Річка.
В селі є дев'ятирічна школа, клуб, бібліотека, 1 медпункт, 4 крамниці.
Біля села бере початок струмок Просічний, правий доплив Річки.

## Історія
Перші згадки про Голови містить Йосифинська метрика під 1785—1788 pp..
У 20—30-х роках діяла організація «Сельробу», яку очолював В. С. Гаврилюк. 
12 червня 2020 року, відповідно до Розпорядження Кабінету Міністрів України  № 714-р «Про визначення адміністративних центрів та затвердження територій територіальних громад Івано-Франківської області», увійшло до складу Верховинської селищної громади.
19 липня 2020 року, в результаті адміністративно-територіальної реформи та ліквідації Верховинського району, село увійшло до складу новоутвореного Верховинського району.

## Населення
Згідно з переписом УРСР 1989 року чисельність наявного населення села становила 1334 особи, з яких 649 чоловіків та 685 жінок.
За переписом населення України 2001 року в селі мешкали 1583 особи. 100 % населення вказало своєю рідною мовою українську.

## Пам'ятник
- обеліск на честь учасників повстання проти польських окупантів у 1920 році.

## Відомі люди

### Народилися
- Петро Шекерик-Доників — активний діяч Української радикальної партії, збирач етнографічних матеріалів, один з активних акторів Гуцульського театру;
- Пацино Дмитро Вікторович (1989—2014) — молодший сержант міліції, загинув під Іловайськом.

### Пов'язані з селом

#### Працювали
- На початку XX ст. у Головах учителював український етнограф Лука Гарматій, автор спогадів про І. Франка та М. Коцюбинського.

#### Перебували
- відомий український письменник Гнат Хоткевич;
- чеський етнограф Франтішек Ржегорж;
- польський композитор Станіслав Мерчинський.